# 白川町立黒川東小学校
白川町立黒川東小学校（しらかわちょうりつ くろかわひがししょうがっこう）は、かつて岐阜県加茂郡白川町にあった公立の小学校。

## 概要
- 白川町黒川の東部が校区であった。1971年、黒川中小学校、黒川西小学校と統合。黒川小学校の新設により廃校。

## 沿革
- 1872年（明治5年） - 博愛義校東支校として開校。
- 1875年（明治8年） - 博愛義校が東、中、西に分立[注釈 1]。
- 1877年（明治10年） - 東、中、中を統合。博愛学校となる。
- 1878年（明治11年） - 博愛学校が分立し、黒川東校が開校。
- 1886年（明治19年） - 黒川東簡易科小学校に改称する。後に黒川東尋常小学校に改称する。
- 1889年（明治22年） - 町村制により黒川村が発足。
- 1925年（大正14年） - 黒川東尋常高等小学校に改称する。
- 1941年（昭和16年）4月1日 - 黒川東国民学校に改称する。
- 1947年（昭和22年）4月1日 - 黒川村立黒川東小学校に改称する。
- 1956年（昭和31年）9月30日 - 白川町、佐見村、黒川村、蘇原村が合併して白川町となる。同時に白川町立黒川東小学校に改称する。
- 1971年（昭和46年）3月 - 統合により廃校。